# Cyphostemma betiforme
Cyphostemma betiforme är en vinväxtart som först beskrevs av Emilio Chiovenda, och fick sitt nu gällande namn av K. Vollesen. Cyphostemma betiforme ingår i släktet Cyphostemma och familjen vinväxter. Inga underarter finns listade i Catalogue of Life.